# 山元真由美
山元 真由美（やまもと まゆみ、1969年7月23日 - ）は、日本の元女子プロレスラー。身長165cm、体重63kg、血液型O型。広島県大竹市出身。

## 経歴・戦歴
1989年
- 全日本女子プロレスの平成元年組として入門。
- 12月6日、栃木・真岡市民体育館において、対久保木寿江戦でデビュー。

1992年
- 1月5日の後楽園ホール大会を最後に引退。

2017年
- 9月29日の「全女Again」で久しぶりに公の場に姿を見せた。

## 得意技
- 浴びせ蹴り

| スタブアイコン | サブスタブ | この項目は、まだ閲覧者の調べものの参照としては役立たない、スポーツ関係者に関連した書きかけの項目です。この項目を加筆・訂正などしてくださる協力者を求めています（P:スポーツ/PJ:スポーツ人物伝）。 |